# Vertrag von Konstantinopel (1724)
Der Vertrag von Konstantinopel wurde am 24. Juni 1724 zwischen dem Osmanischen Reich und Russland geschlossen und legte fest, wie sich die beiden Mächte den Nordwesten des im Niedergang befindlichen Safawiden-Reiches aufteilen.

## Hintergrund
Sowohl Russland unter Peter dem Großen als auch das Osmanische Reich hatten ein Interesse, ihren Einflussbereich auf den Kaukasus, der damals bereits seit vielen hundert Jahren unter persischer Herrschaft gestanden war, auszuweiten. Im Russisch-Persischen Krieg von 1722 und 1723 war es Russland gelungen, Persien große Gebiete im Nordkaukasus, der heutigen Republik Aserbaidschan und Nordiran entlang des Kaspischen Meeres abzunehmen. Schah Tahmasp II. musste im Vertrag von Sankt Petersburg akzeptieren, Russland die Städte Derbent und Baku und die dazugehörigen Regionen (heutige Republik Aserbaidschan), des Weiteren die Provinzen Gilan, Schirwan, Māzandarān und Astarabad (heutiger Nordiran) abzutreten. Der Vertrag sah vor, dass Russland dem Schah im Gegenzug fortan freundschaftlich verbunden sein, ihm bei Bekämpfung von Rebellen behilflich sein und dem Schah den ruhevollen Thronbesitz zugestehen würde.
Für das Osmanische Reich, das im Vierten Russischen Türkenkrieg gesiegt und im Frieden vom Pruth die Festung Asow von Russland erworben hatte, war es nicht akzeptabel, dass sich Russland sowohl am Schwarzen Meer als auch am Kaspischen Meer festsetzte. Die umstrittenen persischen Provinzen hätten Russland als Ausgangspunkt für Feldzüge nach Anatolien dienen können. Aus diesem Grund informierten die Türken Russland, dass sich Daud Khan und Mir Mahmud Hotaki zu Gefolgsmännern des Osmanischen Reiches erklärt hatten. Daud Khan hatte die Stadt Şamaxı im heutigen Aserbaidschan geplündert und eingenommen, Mahmud hatte sich nach der erfolgreichen Belagerung Isfahans zum Schah ausgerufen.
Der russische Botschafter in Konstantinopel erfuhr, dass die Briten das Osmanische Reich vor einer großen russischen Armee in Dagestan gewarnt hatten. Der französische Botschafter Jean-Louis d’Usson warnte ihn, dass das Osmanische Reich Persien nun als seinen Besitz betrachte und weitere Einmischung Krieg bedeuten würde. Für Peter den Großen war es aber wichtig zu verhindern, dass das Osmanische Reich einen Zugang zum Kaspischen Meer bekam. Nach dem Vertragsschluss von 1723 gab sich der Reis Efendi überrascht, da in seinen Augen Tahmasp II. kein Schah mehr sei und somit keinen Vertrag unterzeichnen könne. Um einen Krieg zu vermeiden, vermittelte Jean-Louis d’Usson eine Vereinbarung, wonach die annektierten persischen Gebiete östlich des Zusammenflusses von Kura und Aras fortan russische Einflusszone seien. Dazu gehörten die Provinzen am Kaspischen Meer Gilan, Mazandaran und Astarabad, die nordkaukasische Region Dagestan mit Derbent sowie Baku und die Provinz Schirwan. Die Gebiete westlich davon wurden türkisch, wozu ein Großteil des Südkaukasus (heutige Staaten Georgien und Armenien), das iranische Aserbaidschan, Hamadan und Kermanschah gehörten. Peter der Große verpflichtete sich weiterhin sicherzustellen, dass Tahmasp II. die den Türken zugestandenen Provinzen an diese freiwillig oder unter Druck abtritt.
Die Besetzung der persischen Gebiete war für Russland jedoch teuer, die afghanische Herrschaft über Persien brach unter Aschraf Khan innerhalb kurzer Zeit in sich zusammen. Die Thronfolger von Peter dem Großen entschieden deshalb, mit Persien Frieden zu schließen, wenn ein Herrscher erscheint, der sich auf dem Thron halten kann. Russland gab in der Folge mit dem Vertrag von Rascht (1732) und dem Vertrag von Gandscha (1735) alle erworbenen Gebiete an Persien unter Nadir Schah zurück. Im Osmanisch-Persischen Krieg (1730–1735) eroberte Nadir Schah die an die Türken verlorenen Gebiete weitgehend zurück.